# Historická rekonstrukce

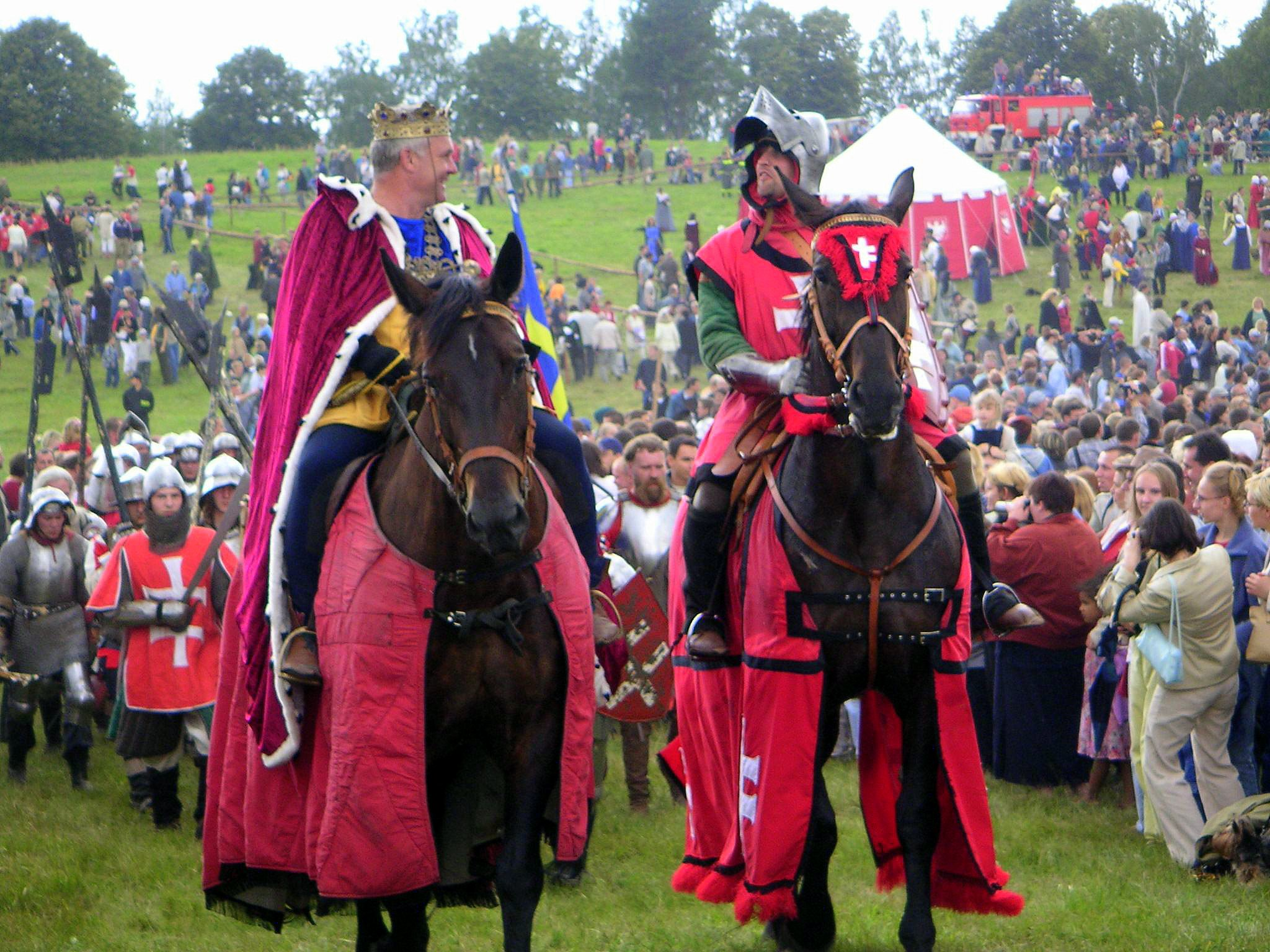
Rekonstrukce bitvy u Grunwaldu (1410) v Polsku roku 2003

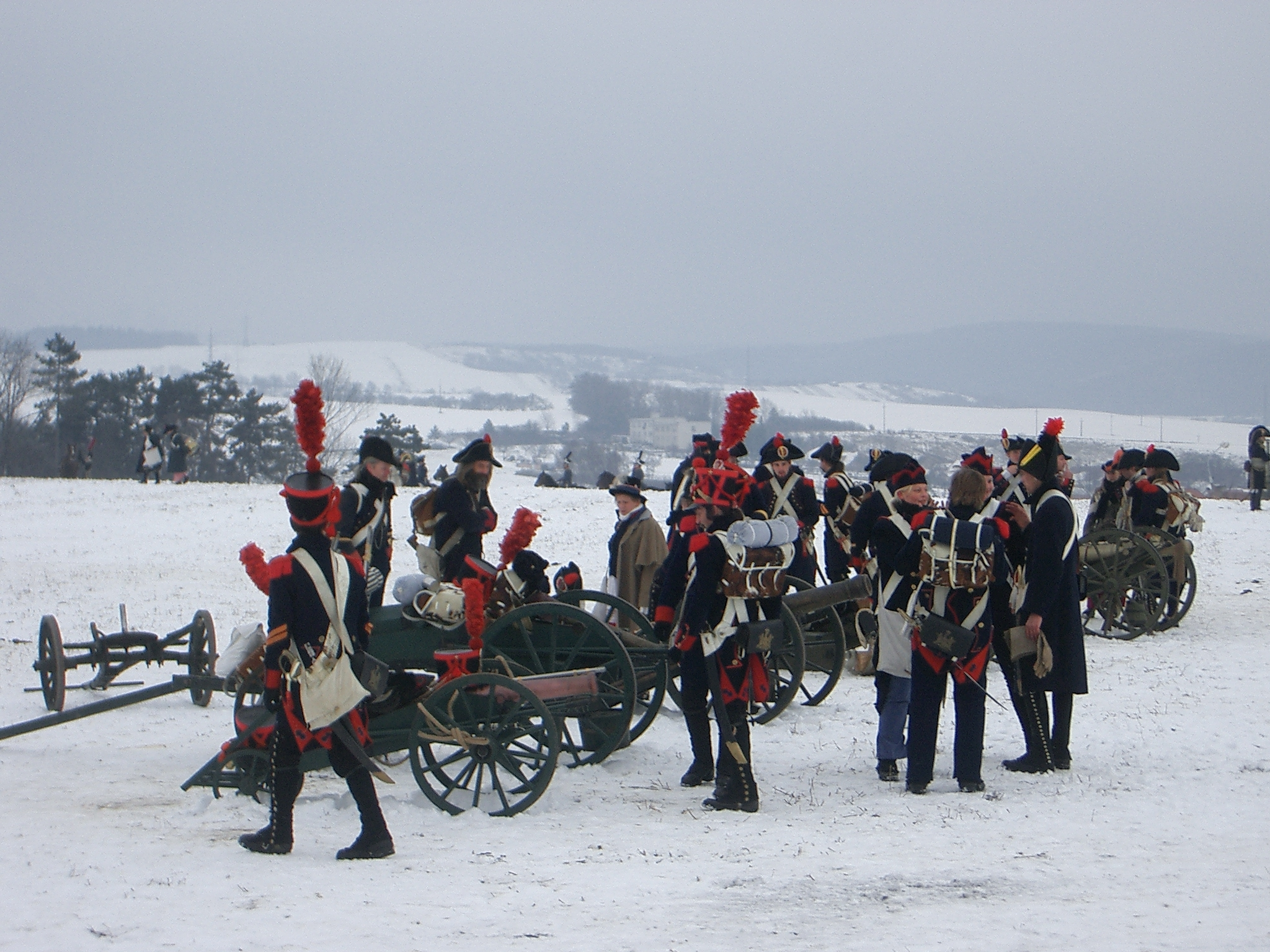
Rekonstrukce bitvy u Slavkova (1805) na Moravě roku 2005

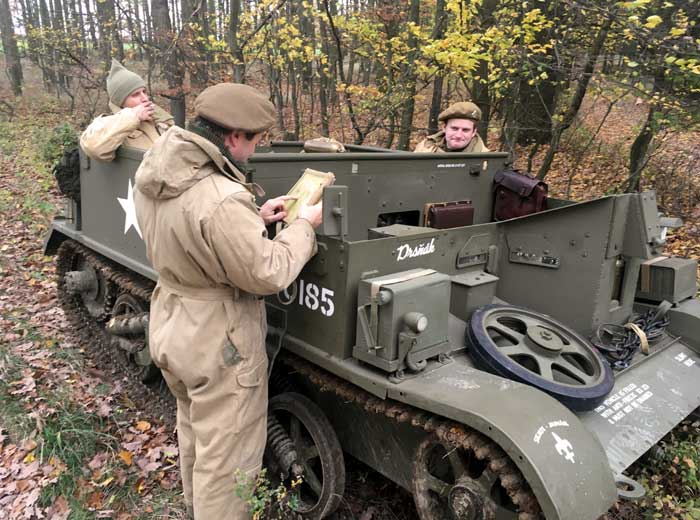
Československá samostatná obrněná brigáda u Dunkerque (1945) – rekonstrukce roku 2018

Historická rekonstrukce (v češtině někdy označované i anglickým výrazem reenactment) je druh hry či zábavy, při níž se její účastníci snaží vytvořit obraz historické události nebo období. Snaží se tím přiblížit a připomenout divákům historii. Obvykle se rekonstruují bitvy. Zvláštním druhem historických rekonstrukcí jsou skanzeny.
Hráči se často organizují do skupin. Nejvíce skupin a jednotlivců zabývajících se historickými rekonstrukcemi jsou amatéři, pro které je tato hra koníčkem. Jednotliví hráči se od sebe mohou velmi lišit. Jsou mezi nimi muži i ženy, děti i staří lidé. Mají i různá povolání, od studentů, hasičů a právníků přes vojáky, lékaře až po profesionální historiky.
V Česku se rekonstrukcím vojenských historických událostí věnují kluby vojenské historie. Jsou to nejčastěji nevládní neziskové spolky převážně amatérských zájemců o vojenskou tematiku. Jejich členové se zaměřují na vystupování v historických uniformách z určitého období, snaží se získávat poznatky a dobové materiály (reálie), účastní se nejrůznějších vojenskohistorických akcí: bojových ukázek (popř. rekonstrukcí celých bitev), slavnostních přehlídek a pietních aktů, doma i v zahraničí, s cílem připomínat veřejnosti „akční“ formou důležitá období i jednotlivé události historie, což se označuje termínem „živá historie“, (anglicky living history). Některé kluby vojenské historie také pomáhají udržovat nebo rekonstruovat historické vojenské památky (zříceniny hradů aj. opevněné objekty), případně se angažují v budování nových památníků.
V českých zemích se tyto organizace zaměřují především na tato období:
- středověk a raný novověk – historický šerm
- třicetiletá válka
- napoleonské války
- prusko-rakouská válka
- první světová válka a československé legie
- první čs. republika (armáda, četnictvo, SOS)
- druhá světová válka
- Československá lidová armáda 1954–1989